# Alexander Jobst
Alexander Jobst (* 24. September 1973 in Fulda) ist ein deutscher Sportökonom und Fußballfunktionär mit Schwerpunkt im Marketing und Merchandising. Er ist seit dem 15. Februar 2022 Vorstandsvorsitzender von Fortuna Düsseldorf.

## Leben
Jobst schloss im Jahr 2000 sein Studium der Sportökonomie an der Universität Bayreuth mit Diplom ab. Anschließend arbeitete er 6 Jahre im Sportsponsoring bei der Siemens AG in München, u. a. bezogen auf Real Madrid und Bayern München. Ende 2005 wechselte Jobst ins Marketing-Management von Real Madrid mit Leitungsaufgaben. Er war dort der erste Ausländer im Management. 2007 wechselte er zum Weltfussballverband FIFA in Zürich, wo er bis 2011 als Head of Sales die Sponsoring- und Lizenzgeschäfte leitete.
2011 wurde Jobst mit einem Dreijahresvertrag Mitglied des dreiköpfigen Vorstandes des FC Schalke 04 – zuständig für die Ressorts Marketing und Merchandising. Obwohl Schalke 04 in der Saison 2011/2012 statt in der Champions League nur in der Europa League spielte, gelang es Jobst, die Erlöse aus Marketing und Merchandising 2012 gegenüber 2011 (das Geschäftsjahr von Schalke 04 ist nicht die Saison, sondern das Kalenderjahr) von 71,8 Mio. auf 75,9 Mio. € zu steigern. Der Gesamtumsatz sank allerdings insbesondere wegen der geringeren Transfereinnahmen und Verwertungsrechte um 33 Mio. €. 2014 wurden rund 83 Mio. Euro in dem Bereich erzielt. Der Bereich Marketing und Merchandising machte damit rund ein Drittel des Gesamtumsatzes des Schalke-Konzerns aus.
Unter der Leitung von Jobst schloss Schalke 04 zum 1. Juli 2013 einen Kooperationsvertrag mit der Ticketbörse viagogo ab, der in der Öffentlichkeit und vor allem unter den Fans umstritten war. Dieser Vertrag wurde am 9. Juli 2013 von Vereinsseite fristlos gekündigt.
Im Januar 2014 wurde Jobsts Vertrag beim FC Schalke 04 bis zum 30. Juni 2017, im September 2016 erneut bis 2022 verlängert. Auf der Mitgliederversammlung des FC Schalke 04 am 3. Juni 2018 wurde bekannt gegeben, dass Jobsts Vertrag auf Schalke bis 2024 verlängert wurde. Im Juli 2020 beschloss der Aufsichtsrat eine Neuverteilung der Ressorts. Jobst, zuvor Vorstand für Marketing & Kommunikation, gab das Ressort Kommunikation an den Sportvorstand Jochen Schneider ab und erhielt zusätzlich zum Marketing das Ressort Vertrieb & Organisation. Jobst legte sein Amt beim FC Schalke 04 zum 30. Juni 2021 nieder.
Zum 15. Februar 2022 wurde Jobst Vorstandsvorsitzender von Fortuna Düsseldorf.
Alexander Jobst ist verheiratet und hat zwei Kinder.

## Mitgliedschaften
- seit 2010 Wirtschaftsbeirat für den Alumniverein der Sportökonomie an der Universität Bayreuth